# (38114) 1999 JO34
1999 JO34 (asteroide 38114) é um asteroide da cintura principal. Possui uma excentricidade de 0.16049470 e uma inclinação de 2.50534º.
Este asteroide foi descoberto no dia 10 de maio de 1999 por LINEAR em Socorro.